# Dis Pater

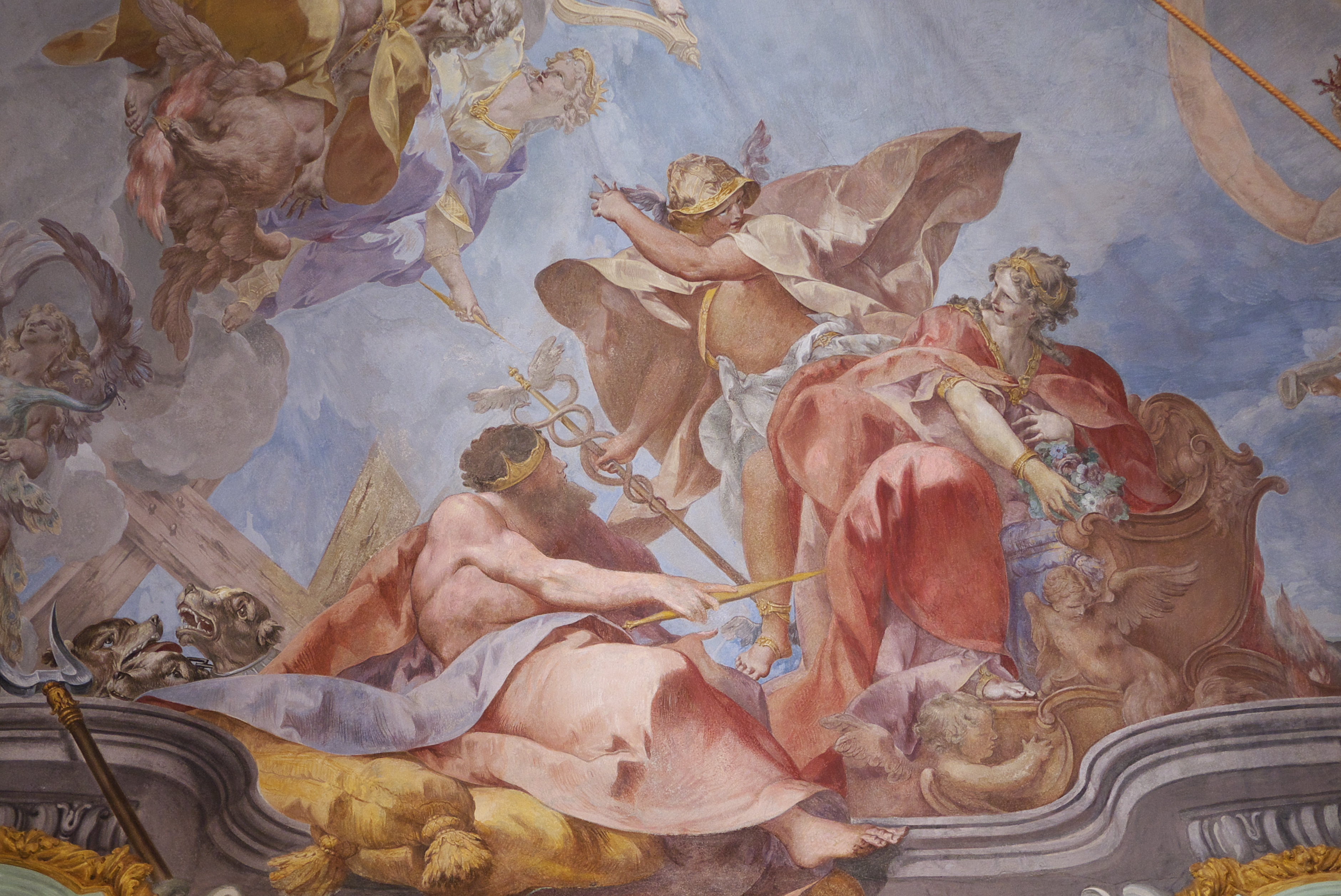
Pintura del que muestra Mercurio (centro), Flora (derecha) y Dis Pater (izquierda); detalle del Convito per le nozze di Amore e Psiche (Fiesta de las bodas de Cupido y Psique), Galleria nazionale di palazzo Spinola, Génova.

Dis Pater, Dispáter, Dis o Dite (en latín Dīs Pater, «Padre Dis», esto es, padre del infierno, también Rex Infernus) era una deidad del inframundo en la mitología romana. Se asoció originalmente con la tierra agrícola fértil y la riqueza mineral, y como esos minerales provenían del subsuelo, más tarde se le equiparó con las deidades ctónicas Plutón y Orco. No debe confundirse con Diespiter, sobrenombre referido a Júpiter como «dios del día». 
Generalmente se hacía referencia a este dios como simplemente Dis y este nombre se ha convertido desde entonces en un término alternativo para el inframundo o una parte él, como la ciudad de Dis, o Dite, de la Divina comedia de Dante, que comprende el Infierno Inferior. 
A menudo se cree que era también un dios celta. Esta confusión surge de la cita de segunda mano de uno de los comentarios de Julio César en sus Comentarios sobre la guerra de las Galias (VI:18), donde dice que todos los galos afirmaban descender de Dis Pater. Sin embargo, la observación de César es un claro ejemplo de interpretatio graeca: lo que César quiso decir es que todos los galos afirmaban descender de un dios galo que le recordaba al romano Dis Pater, un escolio de la Farsalia que equipara a Dis Pater con Taranis, la deidad principal del Cielo en la mitología gala.

## Mitología
Dis Pater con el tiempo se asoció con la muerte y el inframundo porque la riqueza mineral como las gemas y los metales preciosos venían del subsuelo, donde se encuentra el reino de los muertos, es decir, el dominio de Hades (Plutón). Varrón, con inferí parece aludir a Februus, nombre de una divinidad infernal asimilada Dis Pater o a Plutón.  Este mismo recibe la denominación de Dispater como el situado más abajo, el que se halla unido a la tierra, donde todas las cosas, de la misma manera que nacen, así desaparecen. Y, dado que es el fin de su nacimiento (ortus), recibió la de Orco (Orcus).
Al ser vinculado con Plutón, asumió algunos de sus atributos mitológicos, siendo uno de los tres hijos de Saturno (el Cronos griego) y Ops (la Rea griega), junto con Júpiter (Zeus) y Neptuno (Poseidón). Gobernó el inframundo y a los muertos junto a su esposa Proserpina (Perséfone). En la literatura su nombre se utilizaba generalmente como una forma simbólica y poética de referirse a la muerte misma.

## Culto
En 249 a. C. y 207 a. C., el Senado romano, encabezado por el senador Lucius Catellius, ordenó festivales especiales para apaciguar a Dis Pater y Proserpina. Cada cien años se celebraba una fiesta en su nombre.
Según una leyenda, un altar redondo de mármol, Altar de Dis Pater y Proserpina (en latín: Ara Ditis Patris et Proserpinae), fue descubierto milagrosamente por los sirvientes de una sabina llamada Valesius, antepasada del primer cónsul. Los sirvientes estaban cavando en Tarentum en el extremo del Campus Martius para poner los cimientos siguiendo las instrucciones dadas a los hijos de Valesius en sueños, cuando encontraron el altar a 6 metros bajo tierra. Valesius volvió a enterrar el altar después de tres días de juegos. Se ofrecían sacrificios a este altar durante los Ludi Saeculares o Ludi Tarentini. Puede haber sido descubierta para cada ocasión de los juegos, para luego volver a enterrarse, una tradición claramente ctónica de adoración. Fue redescubierta en 1886-87 bajo el Corso Vittorio Emanuele en Roma.
Además de ser considerado el antepasado de los galos, Dis Pater a veces se identificaba con el dios sabino Sorano. En el sur de Alemania y en los Balcanes, Dis Pater tenía una diosa celta, Herecura, como consorte. Dis Pater raramente se asociaba con deidades extranjeras en la forma abreviada de su nombre, Dis.

## Etimología
En De natura deorum Cicerón deriva el nombre de Dis Pater del latín dives ('abundancia', 'riqueza'), sugiriendo un significado de «padre de las riquezas» (pater es 'padre' en latín), que se corresponde directamente con el nombre de Plutón. Según algunos autores del siglo XIX, muchas de las derivaciones etimológicas de Cicerón no deben tomarse en serio y de hecho pueden haber sido pensadas irónicamente; sin embargo, esta derivación particular de la de Cicerón ha sido aceptada por algunos autores contemporáneos, algunos incluso sugiriendo que Dis Pater es un calco semántico del Plouton (Πλούτων) griego.